# Каменний Ключ (Вавозький район)
Ка́менний Ключ (рос. Каменный Ключ) — село у Вавозькому районі Удмуртії, Росія.

## Населення
Населення — 129 осіб (2010; 109 в 2002).
Національний склад (2002):
- росіяни — 70 %
- удмурти — 30 %

## Господарство
У селі діють основна школа, сільський клуб та ветеринарний пункт.
Урбаноніми:
- вулиці — Виробнича, Джерельна, Зарічна, Нова, Садова

## Історія
Село засноване указом Святого Синоду від 13 березня 1861 року. Прихід був виділений з Вавозького та Нилга-Жикьїнського. Перший дерев'яний храм був будований 1861 року і освячений 3 грудня в ім'я Святої Великомучениці Катерини. Опікунство засноване 1865 року, церковнопарафіяльна школа — 1882 року. 1907 року парафіяни вирішили збудувати новий кам'яний храм за проектом І. А. Чарушина, але почалась революція. Церква була закрита 1936 року, а пізніше перебудована під дитячий будинок.